# PDK1
PDK1 (англ. Pyruvate dehydrogenase kinase 1) – білок, який кодується однойменним геном, розташованим у людей на короткому плечі 2-ї хромосоми.  Довжина поліпептидного ланцюга білка становить 436 амінокислот, а молекулярна маса — 49 244.
| 10         |  | 20         |  | 30         |  | 40         |  | 50         |
| ---------- |  | ---------- |  | ---------- |  | ---------- |  | ---------- |
| MRLARLLRGA |  | ALAGPGPGLR |  | AAGFSRSFSS |  | DSGSSPASER |  | GVPGQVDFYA |
| RFSPSPLSMK |  | QFLDFGSVNA |  | CEKTSFMFLR |  | QELPVRLANI |  | MKEISLLPDN |
| LLRTPSVQLV |  | QSWYIQSLQE |  | LLDFKDKSAE |  | DAKAIYDFTD |  | TVIRIRNRHN |
| DVIPTMAQGV |  | IEYKESFGVD |  | PVTSQNVQYF |  | LDRFYMSRIS |  | IRMLLNQHSL |
| LFGGKGKGSP |  | SHRKHIGSIN |  | PNCNVLEVIK |  | DGYENARRLC |  | DLYYINSPEL |
| ELEELNAKSP |  | GQPIQVVYVP |  | SHLYHMVFEL |  | FKNAMRATME |  | HHANRGVYPP |
| IQVHVTLGNE |  | DLTVKMSDRG |  | GGVPLRKIDR |  | LFNYMYSTAP |  | RPRVETSRAV |
| PLAGFGYGLP |  | ISRLYAQYFQ |  | GDLKLYSLEG |  | YGTDAVIYIK |  | ALSTDSIERL |
| PVYNKAAWKH |  | YNTNHEADDW |  | CVPSREPKDM |  | TTFRSA     |  |            |

A: Аланін

C: Цистеїн

D: Аспарагінова кислота

E: Глутамінова кислота

F: Фенілаланін

G: Гліцин

H: Гістидин

I: Ізолейцин

K: Лізин

L: Лейцин

M: Метіонін

N: Аспарагін

P: Пролін

Q: Глутамін

R: Аргінін

S: Серин

T: Треонін

V: Валін

W: Триптофан

Кодований геном білок за функціями належить до трансфераз, кіназ, фосфопротеїнів. 
Задіяний у таких біологічних процесах як вуглеводний обмін, обмін глюкози, поліморфізм, альтернативний сплайсинг. 
Білок має сайт для зв'язування з АТФ, нуклеотидами. 
Локалізований у мітохондрії.